# 明耶觉苏瓦
明耶觉苏瓦（發音：[mɪ́ɴjɛ́ tɕɔ̀zwà]；1391年—1415年），旧譯彌利憍苴，是緬甸阿瓦王朝的王子，1406年至1415年間為阿瓦王儲，1410年至1415年間為阿瓦軍隊的最高統帥。明耶觉苏瓦以其在四十年戰爭中出色的表現而聞名。

## 生平

### 出身
明耶觉苏瓦本名敏彪（မင်းဖြူ，發音：[mɪ́ɴ bjù]），是阿瓦國王明康與信彌奴的長子。緬甸史書記載，敏彪在出生時就已非常有名，當時的阿瓦與勃固宮廷皆認為敏彪是羅娑陀利之子婆羅建多的轉世。婆羅建多被父王羅娑陀利懷疑謀反，於1390年4月左右被其處死。據說婆羅建多死前曾發誓，如他曾有背叛父王的念頭，願永入地獄、不再輪迴，但如他清白無辜，願投生北方阿瓦王室，以報復勃固王國。三、四個月後，明康的妃子信彌奴懷孕，她渴求南方的美食（达拉的芒果等物）。雖然阿瓦與勃固仍在交戰，明康還是向羅娑陀利求得了這些食物，羅娑陀利與勃固廷臣皆深信此子必定是婆羅建多的轉世。

### 征戰

#### 阿臘干
緬史記載敏彪十二歲（虛歲十三歲）即馳騁沙場，以明耶觉苏瓦為稱號，於1403年率阿瓦軍出征阿臘干。然而，阿臘干史書記載此戰事發生於1406年。1406年，十五歲的明耶觉苏瓦率軍（一萬兵、500騎兵、40戰象）進攻阿臘干首都隆邑，阿瓦軍雖遠少於阿臘干軍，但明耶觉苏瓦乘其戰象耶妙蘇瓦（Ye Myat Swa）親自率軍衝鋒、斬殺敵將，擊潰阿臘干軍。1406年11月，明耶觉苏瓦攻破隆邑城，阿臘干王彌修牟逃至孟加拉。此戰過後，明耶觉苏瓦被明康立為王儲，娶表親紹敏拉為妃。

#### 勃固
1408年，勃固國王羅娑陀利派軍進攻阿臘干，於1408年3月攻破隆邑城，處死阿瓦指派的阿臘干王阿奴律陀，將明康的女兒修畢占他納為己妃。明康與明耶觉苏瓦都非常憤怒，明康不顧雨季將臨與廷臣的反對，親自率軍南征。然而，1408年至1410年的兩次戰事均以阿瓦軍的慘敗告終，明康的寵妃、明耶觉苏瓦的母妃信彌奴也被勃固軍擒獲，被羅娑陀利收入後宮。在兩次戰事的慘敗後，明康沮喪不已，明耶觉苏瓦則仍非常憤怒，他從父王手中接過軍權，自請南征。此前明耶觉苏瓦受命留守阿瓦城，不曾參與南征。因羅娑陀利將明耶觉苏瓦的母親與妹妹都奪入後宮，明耶觉苏瓦對羅娑陀利恨之入骨。
1410年末，明耶觉苏瓦率水路兩軍（水師載七千兵；陸路七千兵、600騎兵、40戰象）南征勃固，阿瓦軍進圍重鎮勃生、苗妙。久攻不利後明耶觉苏瓦回師卑謬、於1411年初進攻阿臘干。明耶觉苏瓦成功趕走了勃固扶植的阿臘干王，並任命萊亞（Letya）為隆邑總督、須迦帝為丹兌總督。

#### 兩線作戰
1411年的雨季過後，羅娑陀利派兩軍進攻阿臘干。在丹兌被勃固軍攻陷後，明耶觉苏瓦率領的阿瓦援軍（八千兵、300騎兵、30戰象）才趕至，阿瓦軍隨後圍城三月。後來，木邦從北境入侵，明耶觉苏瓦被明康召回，以應付北方的新敵人。一說木邦是受明朝的命令進攻阿瓦，《明史》則記載木邦自1406年明康攻佔孟養後就有意出兵討伐阿瓦。阿瓦軍北撤後，勃固軍於1412年攻佔了隆邑。
回到阿瓦後，明耶觉苏瓦率軍（七千兵、300騎兵、20戰象）往擊木邦軍。明耶觉苏瓦在眉苗附近的韋溫（Wetwin）擊敗木邦軍，木邦詔法死於此役，阿瓦俘虜了木邦八百兵、200戰馬、6戰象。明耶觉苏瓦隨後進圍木邦，緬史記載雲南的明軍（兩萬兵、2000騎兵）曾前往木邦救援，明耶觉苏瓦派軍（四千兵、300騎兵、20戰象）埋伏於城外叢林，伏擊並擊敗了明軍，俘虜了五位明將、兩千明兵、1000戰馬。至1412年雨季結束、勃固軍大舉進攻卑謬後，明耶觉苏瓦才被明康調往南線解救卑謬之圍。一說阿瓦與木邦的此次戰事發生於1413年。明史則無出兵的記載，僅載有木邦詔法罕賓發於1413年（永樂十一年）進攻阿瓦，多所殺獲，並將部分俘虜、戰利品獻往明朝。1414年（永樂十二年），阿瓦遣使至明朝訴木邦侵略其境，明成祖朱棣遣使告諭雙方修好鄰封、各守疆界。
南下的阿瓦軍在卑謬陷入苦戰，直至四個月後，勃固失去兩員大將裴沙（自然死亡）與羅求尼因（死於戰場）後，羅娑陀利才下令撤軍。1413年4月，明耶觉苏瓦率軍攻下端迪與德貢。茂比之戰中，阿瓦將領萊亞邊奇戰死，明康下令停戰撤軍，但明耶觉苏瓦抗命不從，繼續進攻勃固。然而，阿瓦的攻勢被擋在达拉與丹林的堅固城防外，於1413年雨季時撤軍。羅娑陀利再次遣使至蘭納與撣族地區尋求聯盟。
1413年（或1414年），在羅娑陀利的煽動下，木邦與木基（Mawke）、木登（Mawdon）再度進攻阿瓦。明康召回南方的明耶觉苏瓦，令其北討撣軍，並以另一位王子底哈都代為鎮守南方。明耶觉苏瓦率軍（八千兵、400騎兵、30戰象）在眉都擊敗撣軍，追討至明朝邊境。
1414年10月，明耶觉苏瓦再次率領大軍（水師載一萬三千兵、1800艘船；陸路軍八千兵、200騎兵、80戰象）南征勃固。至12月底，阿瓦軍完全佔領了伊洛瓦底江三角洲，迫使羅娑陀利從勃固撤往馬都八，阿瓦軍繼而計畫由東吁與达拉夾擊勃固。然而，北方再度遭到襲擊，撣軍進圍阿瓦城，明康隨後調回明耶觉苏瓦擊退了撣軍。一說襲來的是明軍，雙方將領騎馬單挑決勝，明將敗後撤軍。

#### 达拉之戰
羅娑陀利獲得短暫的修整時機，1415年2月他回到勃固城、並謀劃反擊。1415年3月，羅娑陀利率軍抵達达拉前線，雙方於3月15日交戰，這是緬甸歷史上最著名的戰事之一。羅娑陀利誘使明耶觉苏瓦孤軍深入，隨後親率30副將乘象對其衝鋒，明耶觉苏瓦之象雅奇坎（Nga Chit Khaing）受創狂跳，使其從象背摔落重傷，他拒絕了羅娑陀利提供的治療，並謾罵不停。明耶觉苏瓦死於當天晚上，羅娑陀利厚葬了他。明康聞訊，南下取回了明耶觉苏瓦的遺體，撤軍北上。明耶觉苏瓦死後被奉為緬甸神靈芒敏彪，一說明耶觉苏瓦也是另一神靈彌憍苴的原型。